# Hjalmar Selander
Hjalmar Selander, född 2 juli 1859 i Fässbergs socken i Göteborgs och Bohus län, död 10 augusti 1928 i Stockholm, var en svensk skådespelare, regissör och teaterdirektör. 

## Biografi
Efter att ha genomgått Mallanders teaterskola debuterade Selander på Stora teatern i Göteborg 1878 i rollen som Härved Boson i Bröllopet på Ulfåsa. Han verkade sedan på olika teaterscener, såsom Ölands landsortssällskap 1878–1883, Göteborgs teatersällskap 1883–1884, Nya teatern i Stockholm 1884–1885, Skotte-Sternvall 1885–1886, Engelbrecht 1886–1888, Nya teatern i Stockholm 1888–1889. 

### Hjalmar Selanders teatersällskap
År 1890 startade han ett eget teatersällskap som först framträdde på finländska scener, men som snabbt blev det främsta på teaterscenerna utanför Stockholm – en position som det bibehöll långt in på 1900-talet. På 1890-talet hade sällskapet, förutom dramatiken, även musikteater, främst operett men även opera, på repertoaren.  
Hjalmar Selanders teatersällskap framträdde som så kallat stående sällskap i Malmö 1891–1896, i Stockholm 1900–1901 på Olympiateatern och 1909–1925 då Selander var chef för Nya teatern vid Järntorget i Göteborg. Där engagerade han flera skådespelare som senare kom att bli kända i större sammanhang såsom Lars Hanson, Karl Gerhard och Gösta Ekman. 
Selanders sista scenframträdande ägde rum en månad före hans bortgång på Skansen som Onkel Bräsig i Livet på landet.
År 1945 fick han Hjalmar Selandersgatan i stadsdelen Kålltorp i Göteborg uppkallad efter sig.
Selander var hedersordförande i Svenska landsortens teaterledareförening från 1916.
Hjalmar Selander var son till lantbrukaren Anders Selander och gifte sig 1887 med skådespelerskan Concordia Hård.
Han är begravd på Norra begravningsplatsen i Stockholm.

## Filmografi
- 1917 – Tösen från Stormyrtorpet
- 1919 – Herr Arnes pengar
- 1920 – Familjens traditioner
- 1920 – Mästerman
- 1928 – Gustaf Wasa del I
- 1928 – Gustaf Wasa del II

## Teater

### Roller (ej komplett)
| År   | Roll             | Produktion                                                  | Regi               | Teater                     |
| ---- | ---------------- | ----------------------------------------------------------- | ------------------ | -------------------------- |
| 1878 | Härved Bosson    | Bröllopet på Ulfåsa Frans Hedberg                           |                    | Nya teatern, Göteborg      |
| 1888 | Lunding          | Kärlek Edvard Brandes                                       |                    | Vasateatern                |
| 1889 |                  | Byråkraten Gustav von Moser                                 |                    | Svenska teatern, Stockholm |
| 1889 | Godsägare Wardle | Mr. Pickwick Peter Raun Fristrup                            |                    | Svenska teatern, Stockholm |
| 1889 |                  | Eva Richard Voss                                            |                    | Svenska teatern, Stockholm |
| 1927 | Mikael Adalbert  | Det farliga året Rudolf Lothar och Hans Bachwitz            | Harry Roeck-Hansen | Blancheteatern             |
| 1927 | Aniceto          | Socorros inackorderingar Miguel Ramos Carrión och Vital Aza | Hjalmar Selander   | Blancheteatern             |

### Regi
| År   | Produktion               | Upphovsmän                                                          | Teater         |
| ---- | ------------------------ | ------------------------------------------------------------------- | -------------- |
| 1927 | Socorros inackorderingar | Miguel Ramos Carrión och Vital Aza Översättning Karl August Hagberg | Blancheteatern |

## Bilder

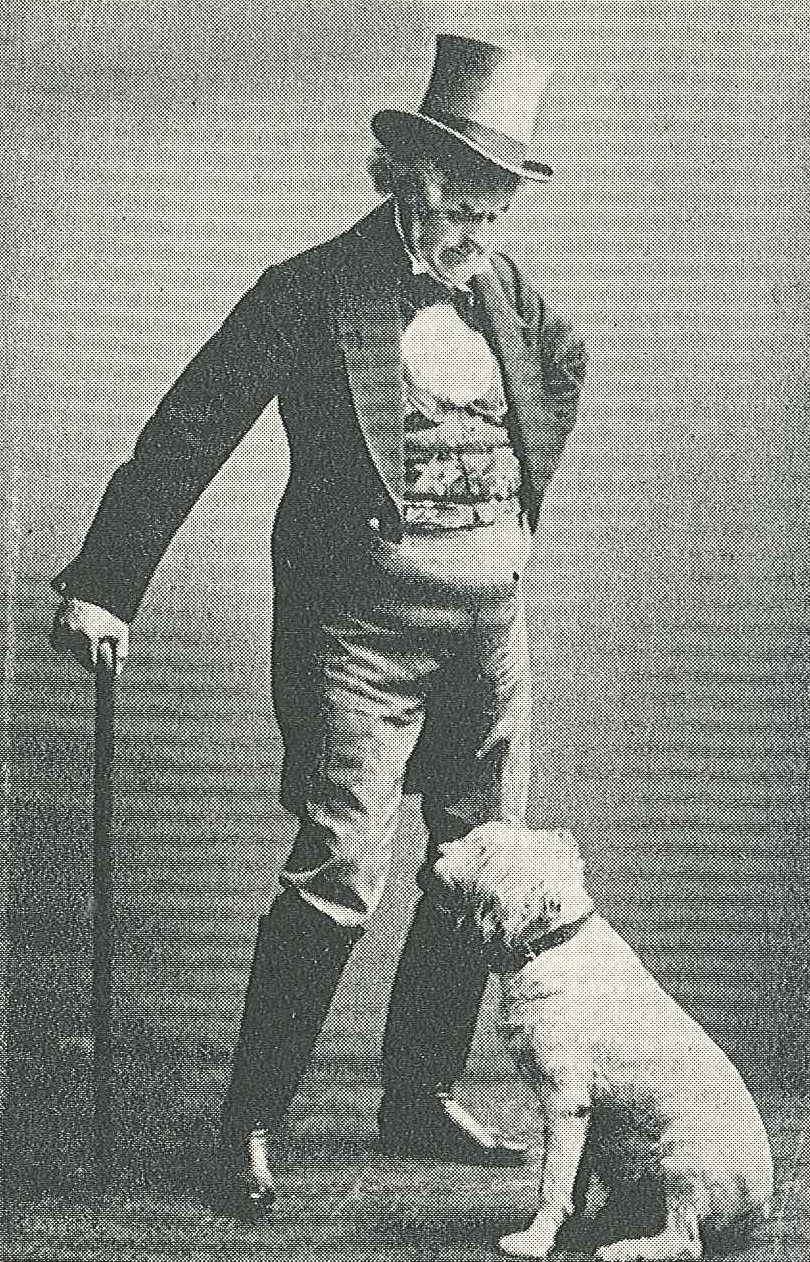
Hjalmar Selander i pjäsen Gamla goda tiden.